# Eleccions legislatives sueques de 1924

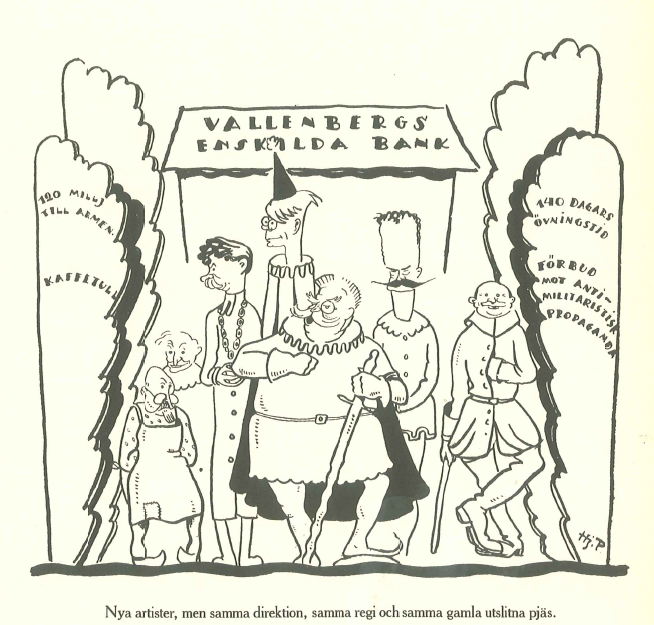
Caricatura d'un diari comunista del govern format per Branting

Les eleccions legislatives sueques del 1924 es van celebrar el setembre de 1924. Els més votats foren els socialdemòcrates i Hjalmar Branting fou nomenat primer ministre de Suècia.

## Resultats
|                         |                                             |           |        |           |     |  |  |  |
| Partits                 | Partits                                     | Vots      | %      | Escons    | +/− |  |  |  |
|                         | Partit Socialdemòcrata (S)                  | 725,407   | 41.09  | 104 / 230 | 11  |  |  |  |
|                         | Lliga Electoral General (AV)                | 461,257   | 26.12  | 65 / 230  | 3   |  |  |  |
|                         | Associació Nacional de Lliurepensadors (FL) | 228,913   | 12.97  | 29 / 230  | 12  |  |  |  |
|                         | Lliga de Pagesos (B)                        | 190,396   | 10.78  | 23 / 230  | 2   |  |  |  |
|                         | Partit Liberal (S)                          | 69,627    | 3.94   | 4 / 230   | Nou |  |  |  |
|                         | Partit Comunista (KP)                       | 63,601    | 3.60   | 4 / 230   | 3   |  |  |  |
|                         | Partit Comunista (Facció Höglund) (KP-H)    | 26,301    | 1.49   | 1 / 230   | Nou |  |  |  |
|                         | Altres partits                              | 84        | 0.00   | 0 / 230   | =   |  |  |  |
|                         |                                             |           |        |           |     |  |  |  |
| Vots vàlids             | Vots vàlids                                 | 1,765,586 | 99.69  |           |     |  |  |  |
| Vots blancs i invàlids  | Vots blancs i invàlids                      | 5,473     | 0.31   |           |     |  |  |  |
| Total                   | Total                                       | 1,771,059 | 100.00 | 230       | =   |  |  |  |
| Inscrits / participació | Inscrits / participació                     | 3,338,892 | 53.04  |           |     |  |  |  |